# Friedrich von der Decken (Diplomat)

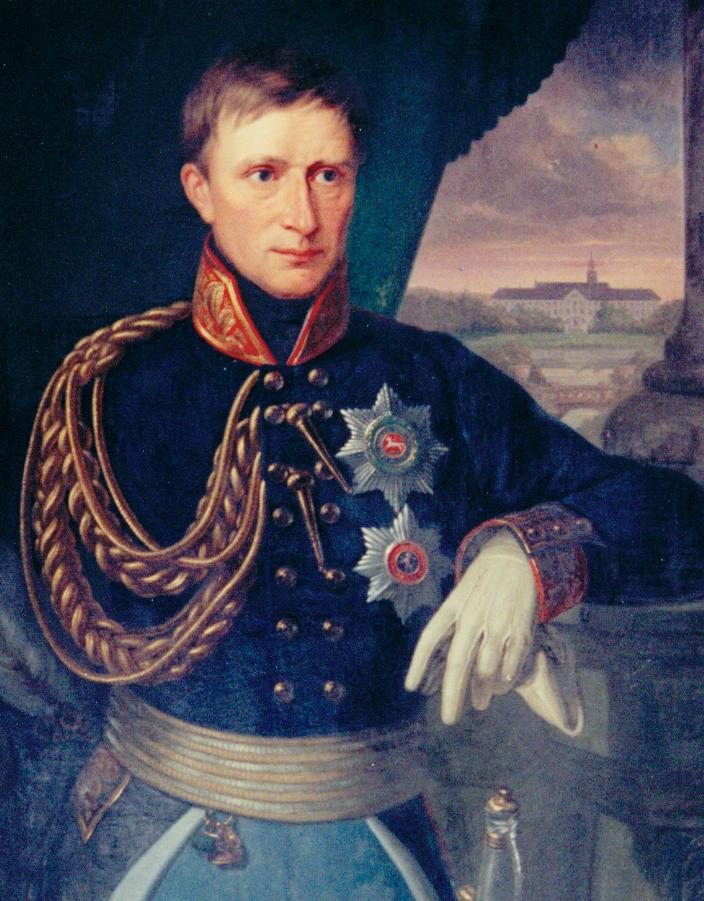
Friedrich von der Decken. Im Hintergrund des Gemäldes wurde nachträglich das Schloss Ringelheim ergänzt. Er trägt den Guelphen-Orden und den Orden vom goldenen Löwen.

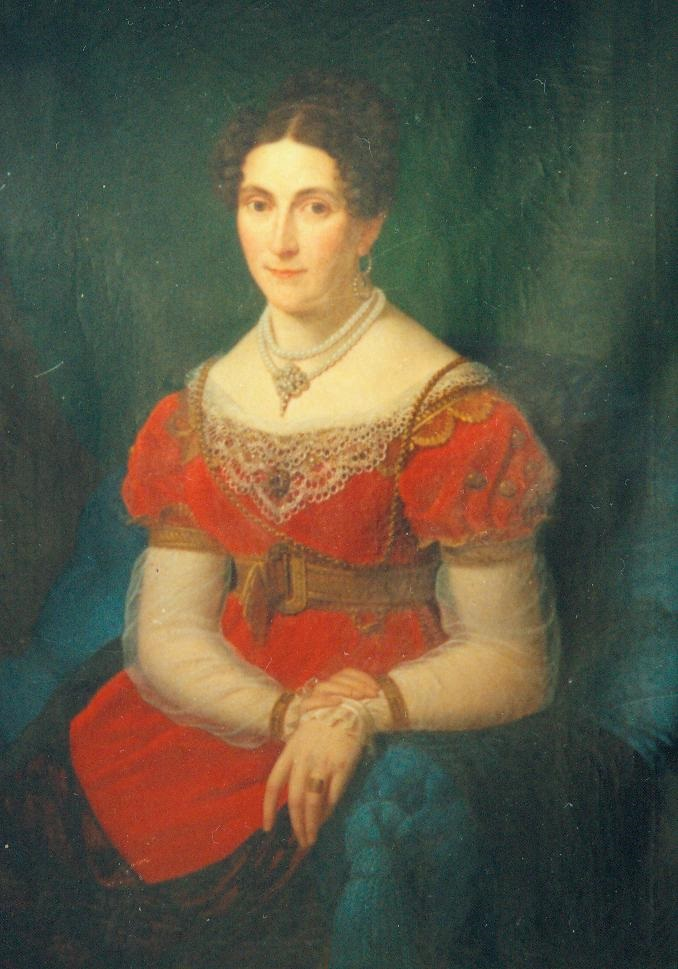
Antoinette von der Decken, geb. von Gruben

Johann Friedrich Graf von der Decken (* 25. Mai 1769 in Langwedel (Weser); † 22. Mai 1840 in Ringelheim) war ein hannoverscher Generalfeldzeugmeister im Napoleonischen Krieg und Diplomat.

## Leben
Friedrich von der Decken entstammt dem alten niedersächsischen Adelsgeschlecht von der Decken, aus dem viele hannoversche Offiziere kamen. 1784 trat er in die Armee ein. Er nahm am Ersten Koalitionskrieg 1793–95 teil. Decken wurde 1796 Oberadjutant des Herzogs Adolph Friedrich von Cambridge, dem er Vorlesungen über Mathematik und Geschichte hielt. 1803 trat Decken während der französischen Besatzung des Kurfürstentums Hannover in den diplomatischen Dienst. Am 28. Juli 1803 begann er, für die britische Krone ausländische Soldaten zu werben und gründete damit die King’s German Legion, mit der er 1805 und 1807 im Krieg zwischen Großbritannien und Frankreich eingesetzt wurde.
Er wurde 1808 als Diplomat und Militärberater nach Spanien und Portugal geschickt, um Truppen gegen Frankreich auszuheben. Anschließend kehrte er nach Großbritannien zurück. Im Sommerfeldzug von 1815 war er als Generalleutnant Kommandeur des hannoversche Reserve-Korps mit vier Brigaden unter Oberstleutnant August Christian Ernst von Bennigsen, Oberstleutnant Karl von Beaulieu, Oberstleutnant Karl von Bulow und Oberst Rudolf Bodecker.
Nach dem Krieg und dem Wiener Kongress führte von der Decken die Oberaufsicht über die neu gegründete Artillerie- und Ingenieurschule in Hannover, lehnte militärische Auszeichnungen der Niederlande und Preußens ab, wurde aber 1833 vom englisch-hannoverschen König Wilhelm IV. (von 1714 bis 1837 dauerte die Personalunion von Hannover und Großbritannien) in den erblichen Grafenstand erhoben. 1817 erwarb er das ehemalige Benediktinerkloster in Ringelheim und baute Schloss und Park zu seinem Landgut aus, auf dem er ab 1833 seinen Ruhestand verbrachte. Zuletzt gründete er 1835 den Historischen Verein für Niedersachsen und übernahm die Präsidentschaft.
Von der Decken galt als ein Freund des preußischen Militärreformers Gerhard von Scharnhorst. Die beiden gaben ein militärisches Journal heraus.
Friedrich heiratete 1806 Antoinette von Gruben (1781–1855). Sie war Erbin von Wechtern VI, dem heutigen Deckenhausen, in Krummendeich. Ihre Kinder waren:
- Adolphus (1807–1886), der Erbe von Ringelheim
- George Ayhsford (1810–1881) (nicht gräflich), der Erbe von Deckenhausen, ⚭ 1848 Lisette von der Decken (* 1826)
- Juliane (* 1815) (nicht gräflich) ⚭ 1839 Ludwig Frhr. von Minningerode (1806–1853).[9]

## Werke

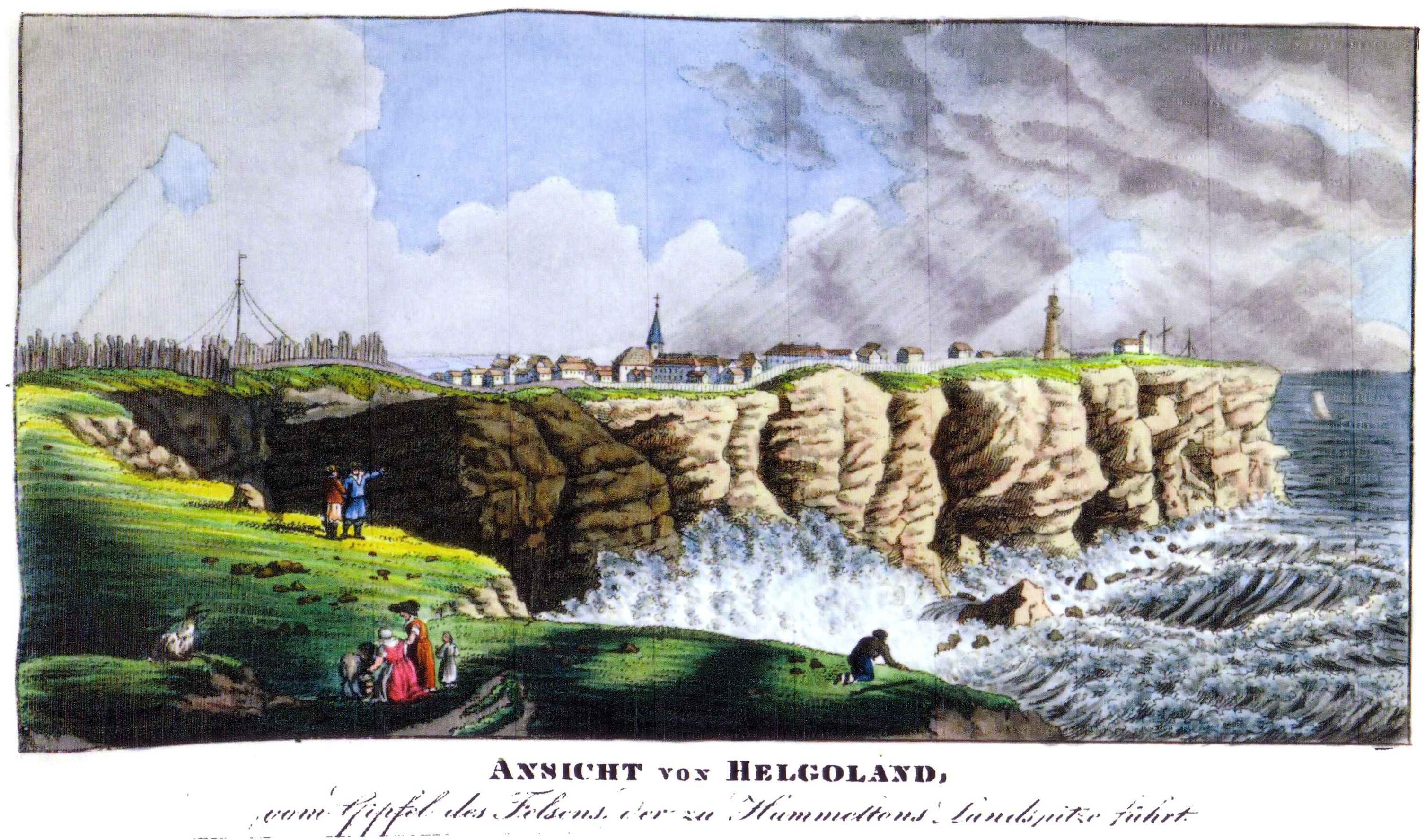
Helgoland, Blick von der Nordspitze, 1826 aus dem Buch von Friedrich v. der Decken

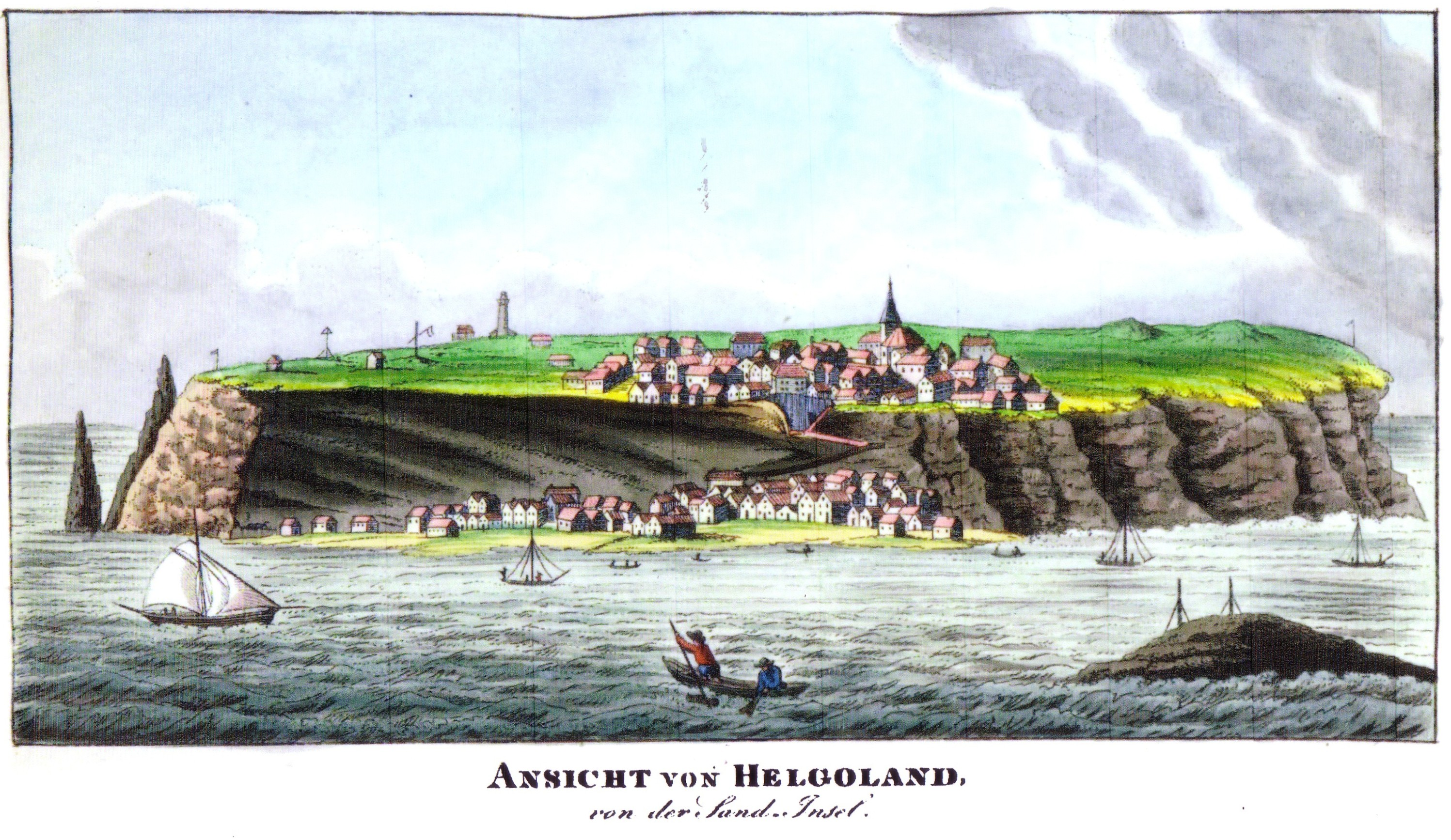
Helgoland, Blick von der Düne 1826, aus dem Buch von Friedrich v. der Decken

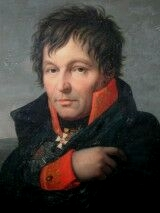
Gerhard von Scharnhorst war Ausbilder und Freund von Friedrich von der Decken, zusammen waren sie die Herausgeber der Zeitschrift Neues Militärisches Journal, Gemälde von Friedrich Bury

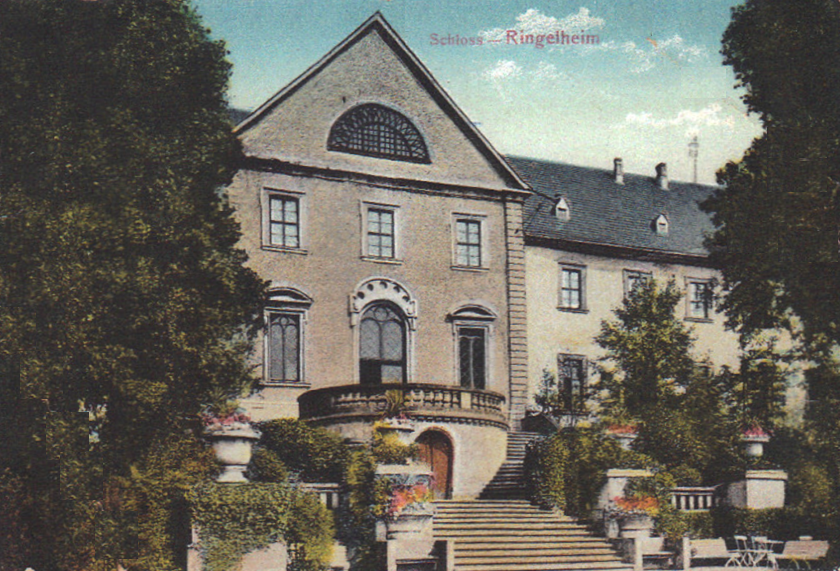
Schloss Ringelheim erwarb Friedrich von der Decken 1817

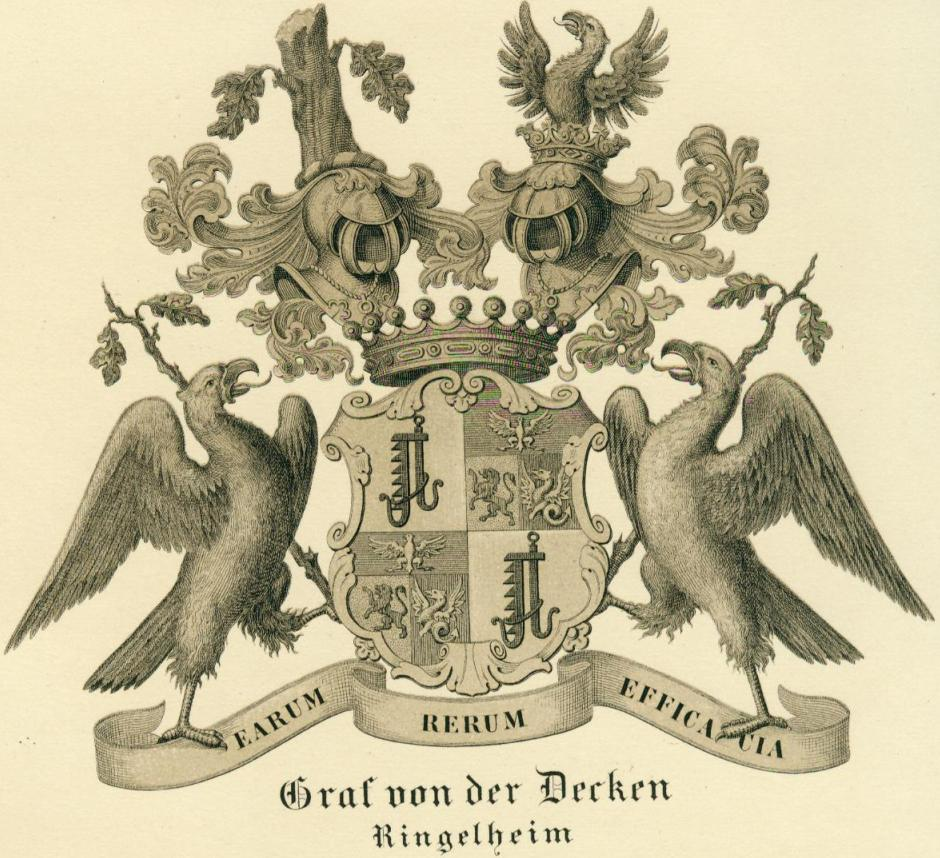
Das Wappen der Grafen von der Decken Ringelheim. Der primogene Grafentitel wurde 1833 an Friedrich von der Decken verliehen, für den Aufbau der Kings German Legion und für seine Verdienste im Kampf gegen Napoleon.

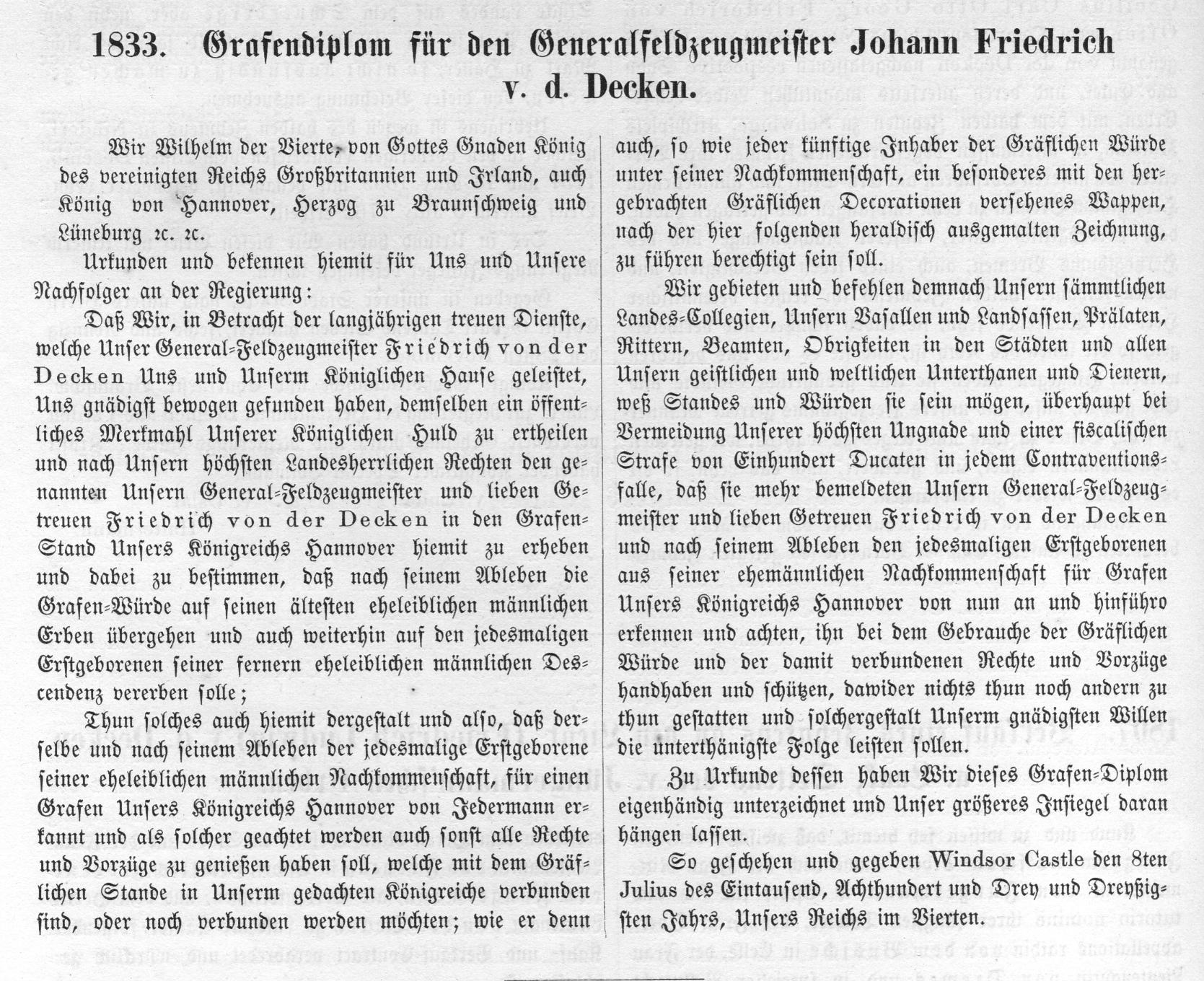
Abschrift des Grafendiploms von 1833 im Familienbuch von 1865

- Neues Militärisches Journal, seit 1797 Militärische Denkwürdigkeiten unserer Zeiten ... 13 Bände 1788-1805,  von der Decken schrieb wenigstens 16 Artikel im NMJ (1797–1803), seine Artikel sind mit v.D. unterzeichnet. Herausgeber waren die Freunde Scharnhorst und von der Decken.

- Betrachtungen über das Verhältnis des Kriegsstandes zu dem Zwecke der Staaten, Hannover 1800, Neudruck Biblio Verlag Osnabrück 1982 mit einer Einführung von Joachim Niemeyer

- Philosophisch-historisch-geographische Untersuchungen über die Insel Helgoland oder Heiligeland und ihre Bewohner, Schuster Leer 1978, Unveränderter Nachdruck der Ausgabe Hannover 1826 mit einer biographischen Notiz online

- Versuch über den englischen Nationalcharakter, Hannover 2. Auflage 1817 online

- Herzog Georg von Braunschweig und Lüneburg. Beiträge zur Geschichte des dreißigjährigen Krieges, nach Originalquellen des Königlichen Archivs zu Hannover. 4 Bände. Hannover: Hahn 1833–1834. wikisource online Buchbesprechung in Literaturblatt, Ausgabe 1, 1935, S. 465/67

- Beiträge zur hannoverschen Geschichte unter der Regierung Herzogs Georg Wilhelm 1649–1665, Hannover Hahn 1839 wikisource online

- Vaterländisches Archiv des Historischen Vereins für Niedersachsen Jahrgang 1835 Beitrag zur Geschichte des Meierwesens im Hildesheimschen S. 1–37

- Nachrichten von der Familie von der Decken (Stammtafeln ...), Hannover: Jänecke 1836 Worldcat: Bibliotheken, die das Buch haben

- Übersicht meiner litterarischen Tätigkeit, geschrieben 1837 6 Seiten Preußisches Geheimes Staatsarchiv Berlin im Nachlass Kurt von Priesdorff Rep.92 und Abdruck in Blätter der Familie von der Decken Nr. 4 und 5 1922/1924

- weitere Werke und Aufsätze siehe: Wilhelm von der Decken, Die Familie von der Decken in ihren verschiedenen Verhältnissen ..., 1865 Abschnitt VI. S. 149 Druckschriften, welche Mitglieder der Familie zu Verfassern haben.